# زمین‌شار

توفند ماریا پس از ایجاد زمین‌شار در پورتوریکو، ساختار و ویژگی‌های خود را از دست می‌دهد.

زمین‌شار (به انگلیسی: Landfall) رویدادی است که طی آن یک توفان پس از حرکت بر روی پهنه‌های آبی، به‌ خشکی می‌رسد. زمانی که مرکز یک توفند به ساحل می‌رسد عامل ایجاد زمین‌شار به‌شمار می‌رود. در چرخندهای حاره‌ای نسبتاً قوی، زمین‌شار زمانی روی می‌دهد که چشم توفان به خشکی می‌رسد و در این زمان بیشترین آسیب و تخریب یک توفند بالغ، تایفون یا هاریکان رخ می‌دهد، زیرا بیشترین قدرت این سامانه‌های توفانی در نزدیکی چشم توفان متمرکز شده‌است.  اثرات زمین‌شار شامل افزایش خیزآب، هسته بادهای شدید به سمت ساحل و باران‌های سنگین سیل‌آسا می‌شود. این پدیده‌ها همراه با امواج بلند می‌تواند منجر به فرسایش ساحلی شدید شود. وقتی که یک توفند باعث ایجاد زمین‌شار می‌شود، چشم توفان به خودی خود و به دلیل اثر منفی عوامل محیطی بر روی خشکی مانند اصطکاک، بسته شده که منجر به کاهش اثر و شدت امواج و هوای خشک‌تر قاره‌ای می‌شود.
زمانی که یک پیچند دریایی باعث ایجاد زمین‌شار شود، آن را به‌عنوان یک پیچند می‌شناسند که متعاقباً می‌تواند باعث آسیب به مناطق داخلی و روی خشکی شود. زمانی که یک پیچند دریایی در هوای صاف باعث زمین‌شار شود، معمولاً به سرعت و به دلیل اصطکاک و و کاهش مقدار هوای گرم موجود در ابر قیفی از بین می‌رود.